# Liste der Naturdenkmale in Mudersbach
Die Liste der Naturdenkmale in Mudersbach nennt die im Gemeindegebiet von Mudersbach ausgewiesenen Naturdenkmale (Stand 15. Februar 2024).

## Naturdenkmale
| Nr.         | Bezeichnung                    | Lage                                                        | Beschreibung                                   | Bild                                    |
| ----------- | ------------------------------ | ----------------------------------------------------------- | ---------------------------------------------- | --------------------------------------- |
| ND-7132-391 | Felskuppe Hohe Ley             | Mudersbach, östlich des Ortes; Distrikt Aufm Schustert Lage | Schieferformation                              | Direkt Bild zu diesem Denkmal hochladen |
| ND-7132-392 | Birker Ley                     | Birken, östlich des Ortes; Distrikt Birker Lay Lage         | Schieferformation, überformt durch Abraumhalde | Direkt Bild zu diesem Denkmal hochladen |
| ND-7132-429 | Dorflinde in der Bahnhofstraße | Mudersbach, Bahnhofstraße, gegenüber Nr. 3 Lage             | Tilia sp.                                      | Direkt Bild zu diesem Denkmal hochladen |